# Seznam medailistů na Světovém poháru ve sportovním lezení – kombinace

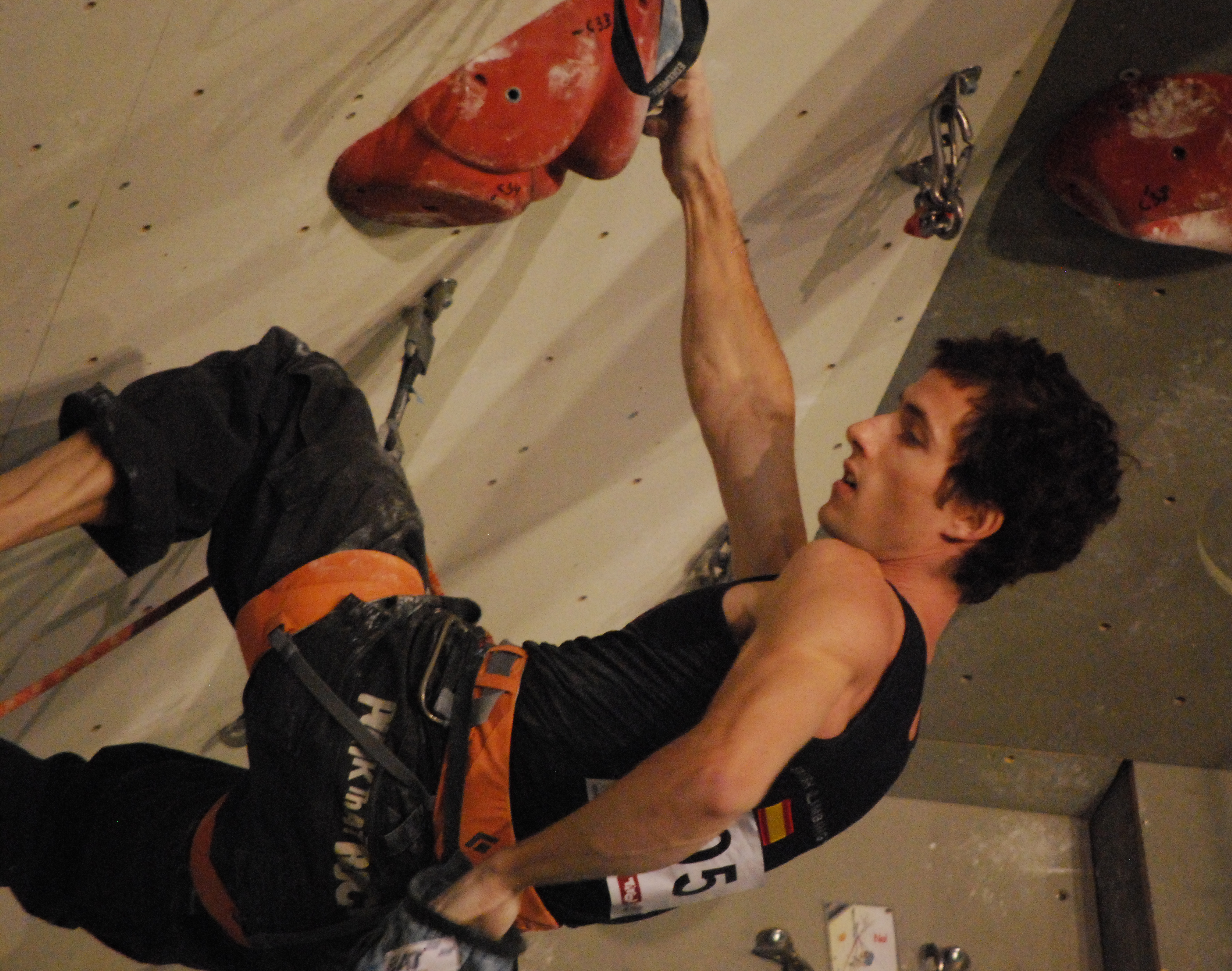
Patxi Usobiaga Lakunza
na Světovém poháru 2009 v Imstu (lezení na obtížnost)

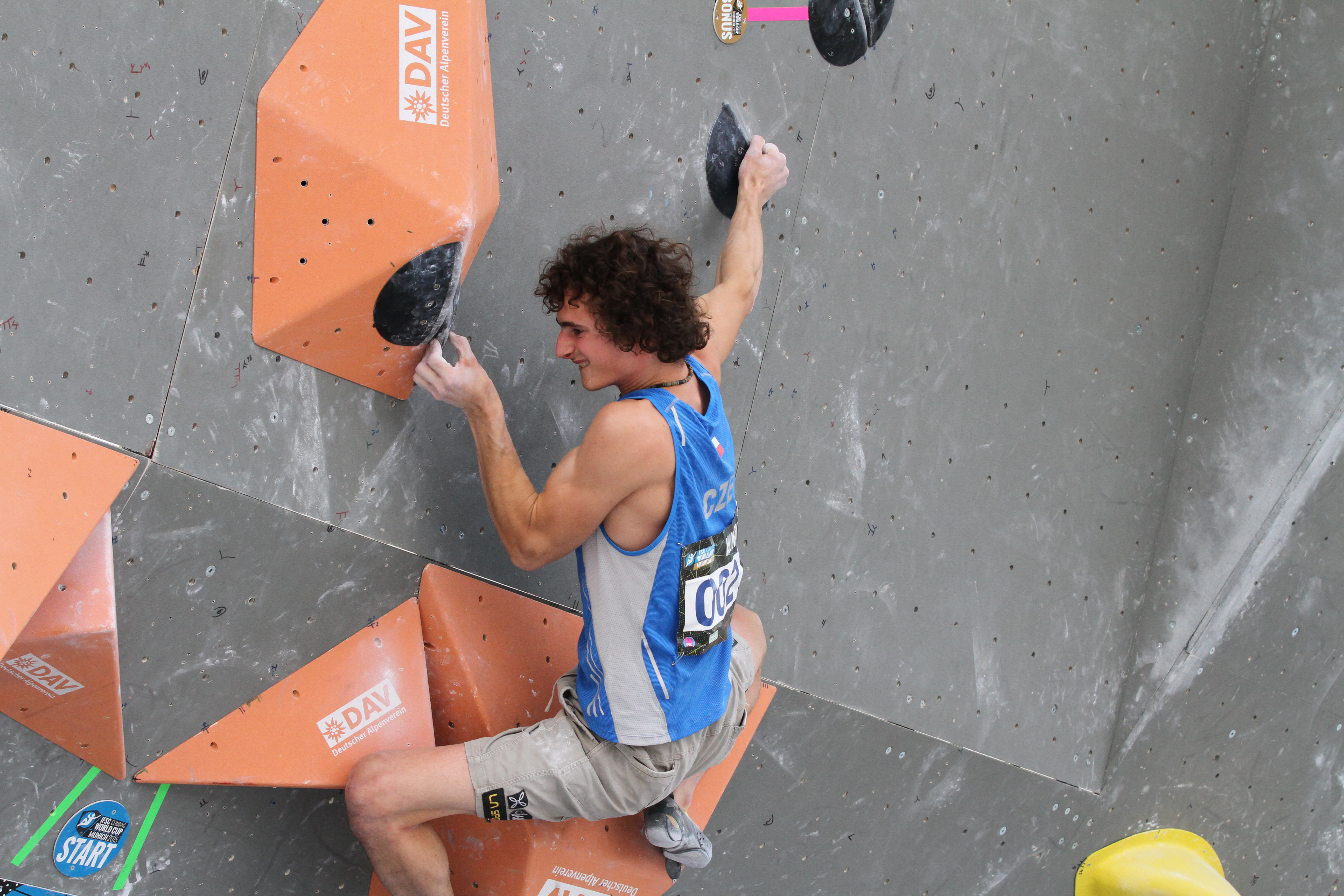
Adam Ondra na SP 2015
v boulderingu, Mnichov

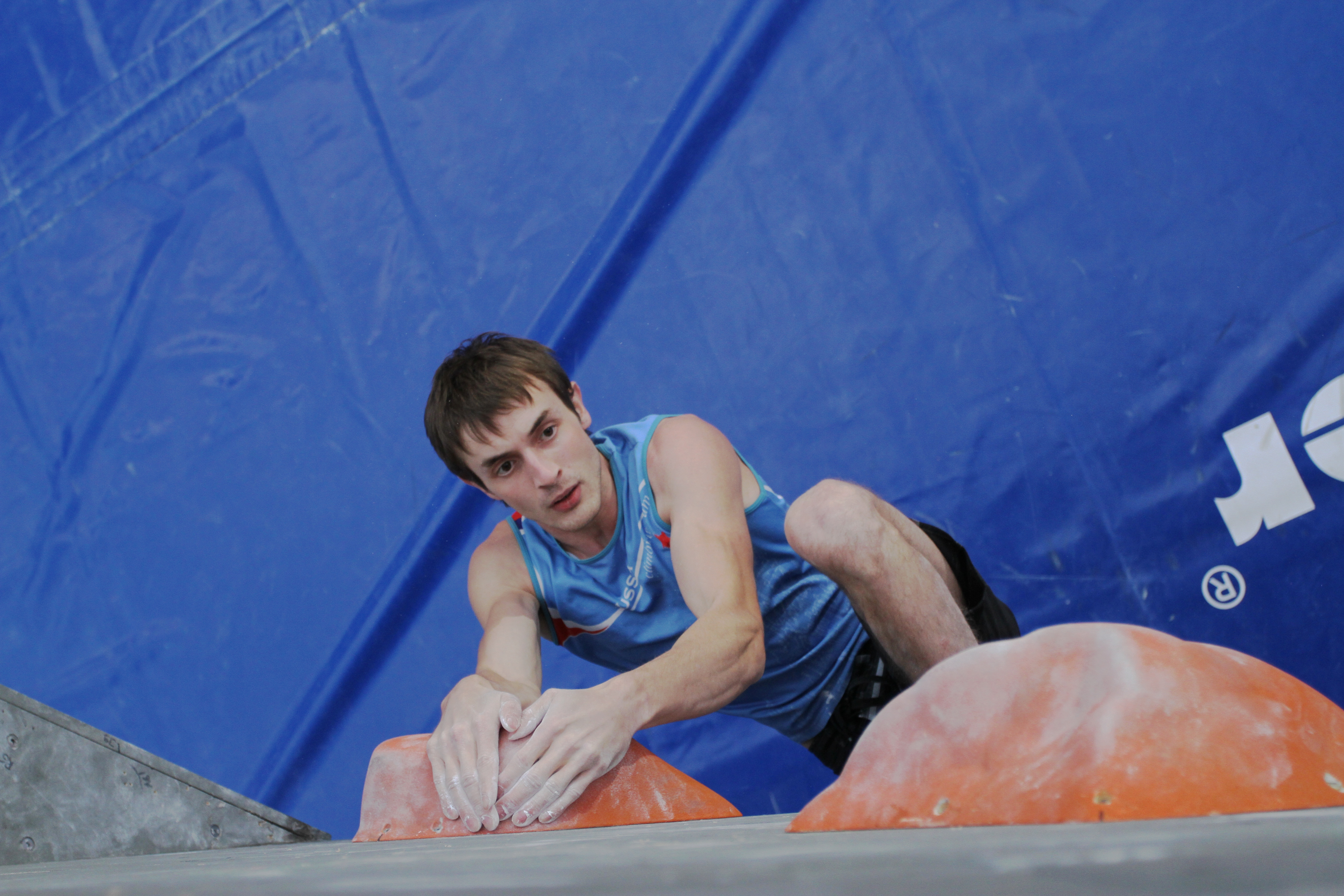
Dmitrij Šarafutdinov na SP 2012
v boulderingu, Mnichov

Seznam medailistů na Světovém poháru ve sportovním lezení – kombinace
| Rok  | Vítěz              | 2. místo            | 3. místo                     |
| ---- | ------------------ | ------------------- | ---------------------------- |
| 1993 | Ben Moon           | Salavat Rachmetov   | Kairat Rachmetov             |
| 1998 | Jevhen Kryvošejcev | Tomasz Oleksy       | —                            |
| 1999 | François Petit     | Daniel Andrada      | Tomasz Oleksy                |
| 2000 | Alexandre Chabot   | Salavat Rachmetov   | Serik Kazbekov               |
| 2001 | Alexandre Chabot   | Serik Kazbekov      | Kilian Fischhuber            |
| 2002 | Maksym Stenkovyj   | Serik Kazbekov      | Kilian Fischhuber            |
| 2003 | Tomasz Oleksy      | Jevgenij Ovčinnikov | Serik Kazbekov Cédric Lachat |
| 2004 | Kilian Fischhuber  | Flavio Crespi       | Gérome Pouvreau              |
| 2005 | Tomasz Oleksy      | Kilian Fischhuber   | Dmitrij Šarafutdinov         |
| 2006 | Tomáš Mrázek       | David Lama          | Kilian Fischhuber            |
| 2007 | Jorg Verhoeven     | Tomáš Mrázek        | Kilian Fischhuber            |
| 2008 | David Lama         | Jorg Verhoeven      | Tomáš Mrázek                 |
| 2009 | Adam Ondra         | Sači Amma           | Klemen Bečan                 |
| 2010 | Adam Ondra         | Jakob Schubert      | Sači Amma                    |
| 2011 | Jakob Schubert     | Sean McColl         | Klemen Bečan                 |
| 2012 | Jakob Schubert     | Sean McColl         | Sači Amma                    |
| 2013 | Jakob Schubert     | Sean McColl         | Sači Amma                    |
| 2014 | Sean McColl        | Adam Ondra          | Domen Škofic                 |
| 2015 | Adam Ondra         | Sean McColl         | Domen Škofic                 |
| 2016 | Sean McColl        | Jakob Schubert      | Kokoro Fudžii                |
| 2017 | Tomoa Narasaki     | Čchon Čong-won      | Kokoro Fudžii                |